# 자발리사우루스
자발리사우루스(학명:Jabalisaurus meztli)는 어룡목 안공룡과에 속하는 어룡이다. 지금은 멸종된 종으로서 전체적인 몸길이가 5~7m인 거대한 어룡에 속한다.

## 특징
자발리사우루스(Jabalisaurus)는 멕시코 후기 쥐라기 라 카자 형성의 안구공룡이다. 그것은 자발리사우루스 메즐리라는 단일 종을 포함하고 있다. 바다에 살았던 어룡답게 등지느러미와 가슴지느러미가 크고 발달되어 있으며 다른 어룡과 마찬가지로 길게 뻗어 확장된 주둥이를 가진 것이 특징이다. 눈은 매우 컸을 것으로 추정되는 종이며 양턱에는 톱니 모양의 날카로운 삼각형의 이빨을 가지고 있다. 지느러미와 척추는 매우 크며 두개골과 갈비뼈도 매우 큰 것이 특징이다. 먹이로는 당대에 서식했던 물고기, 갑각류, 두족류와 자신보다 작은 다른 어룡을 먹이로 삼았을 육식성의 포식자로 추정되는 종이다.

## 생존시기와 서식지와 화석의 발견
자발리사우루스가 생존하던 시기는 중생대의 쥐라기 후기로서 지금으로부터 1억 6500만년전~1억 4500만년전에 생존했던 종이다. 생존했던 시기에는 멕시코와 중남미와 북아메리카를 포함한 아메리카 전체에 대륙의 근해인 동부 태평양과 서부 대서양에서 주로 서식했던 어룡이다. 화석의 발견은 2021년에 멕시코의 쥐라기에 형성된 지층에서 멕시코의 고생물학자들에 의하여 처음으로 발견되어 새롭게 명명된 종이다.

## 같이 보기
- 파충류
- 중생대
- 쥐라기
- 어룡
- 화석